# Hypodontolaimus solivagus
Hypodontolaimus solivagus är en rundmaskart som beskrevs av Stephen Donald Hopper 1963. Hypodontolaimus solivagus ingår i släktet Hypodontolaimus och familjen Chromadoridae. Inga underarter finns listade i Catalogue of Life.